# M/S Estonia (skrift)
M/S Estonia är en informationsskrift om Estoniakatastrofen utgiven 1995 av rederiet Estline, som ägde olycksfärjan tillsammans med sina ägare Nordström & Thulin och ESCO. Avsikten var att sammanställa all känd information som fanns tillgänglig i april 1995, det vill säga två år innan den internationella haverikommissionen skulle komma med sin slutrapport. 
I skriften berättade Estline hur mycket man sörjer olyckan, hur färjetrafiken mellan Sverige och Estland kom igång, och om Estlines framtid. 
Estline gick i konkurs 2001.